# Ramon de Mur
Ramon de Mur, dit aussi Maître de Guimara, né avant 1390, peut-être à Tarragone, et  mort en 1435 ou 1436, probablement à Tàrrega, est un peintre catalan, représentatif du style gothique international. Il fait partie de l'école tarragonaise. 
Né dans une famille de Tarragone, il réalise la plus grande partie de son œuvre à Tàrrega. 
Son œuvre la plus importante est le retable de l'église paroissiale de Guimerà, peint entre 1402 et 1412, dont 23 panneaux (sur les 32 qu'il comptait à l'origine) sont aujourd'hui conservés au musée épiscopal de Vic,. 
Autres œuvres : 
- Retable de sainte Lucie (1412), destiné à l'église paroissiale de Santa Coloma de Queralt ;
- Retable de Cervera (1415-1419), dont il ne subsiste aujourd'hui que le panneau central (une Vierge allaitant avec des anges musiciens), exposé au Musée national d'Art de Catalogne (MNAC) ;
- Évêque et donateur (1420), attribué à Ramon de Mur, conservé au Cleveland Museum of Art ;
- Retable de saint Pierre (1432-1435), destiné à l'église de Vinaixa, terminé par Bernat Martorell, conservé au musée diocésain de Tarragone.

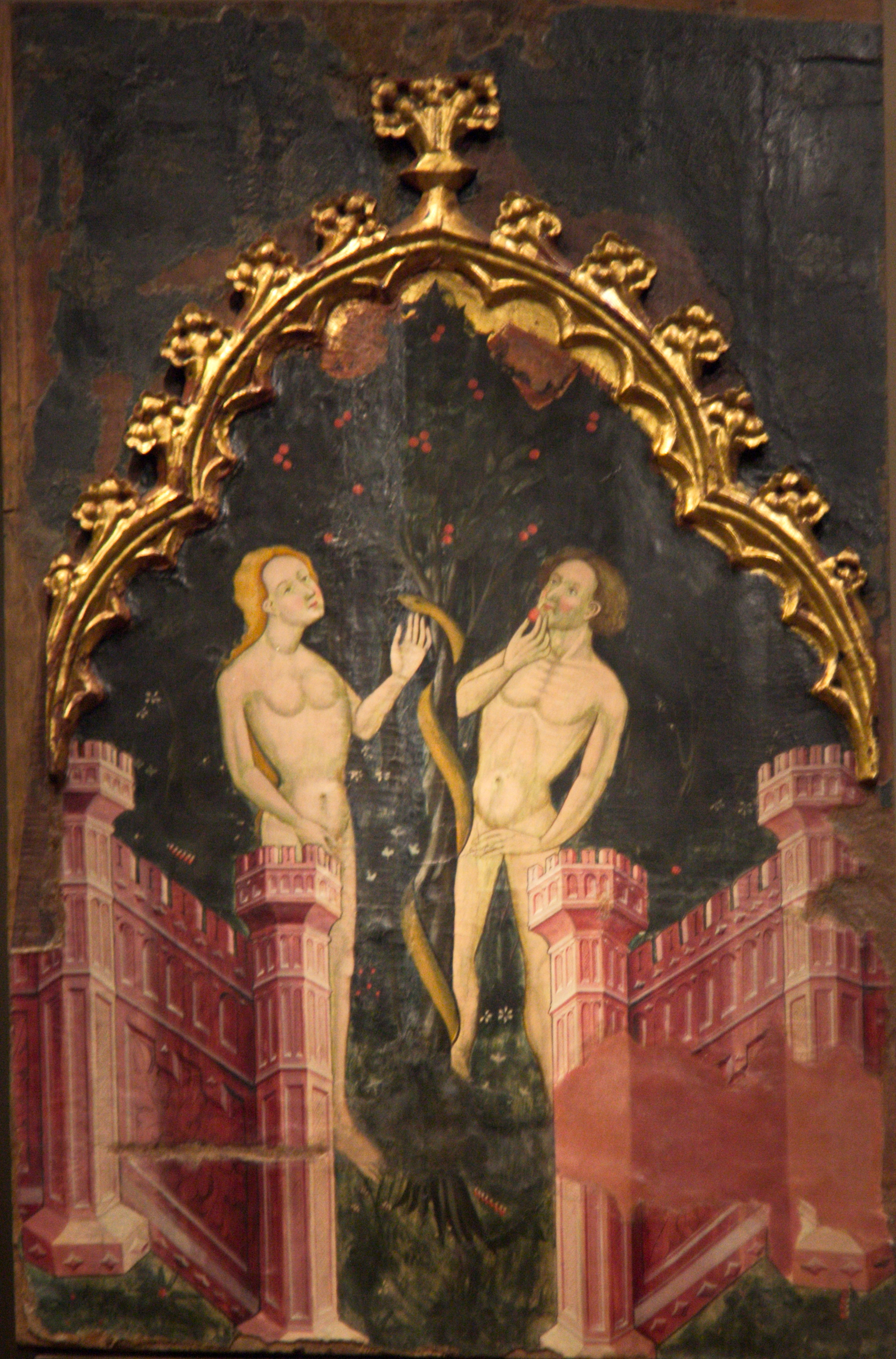
Le péché originel. Détail du Retable de Guimera.
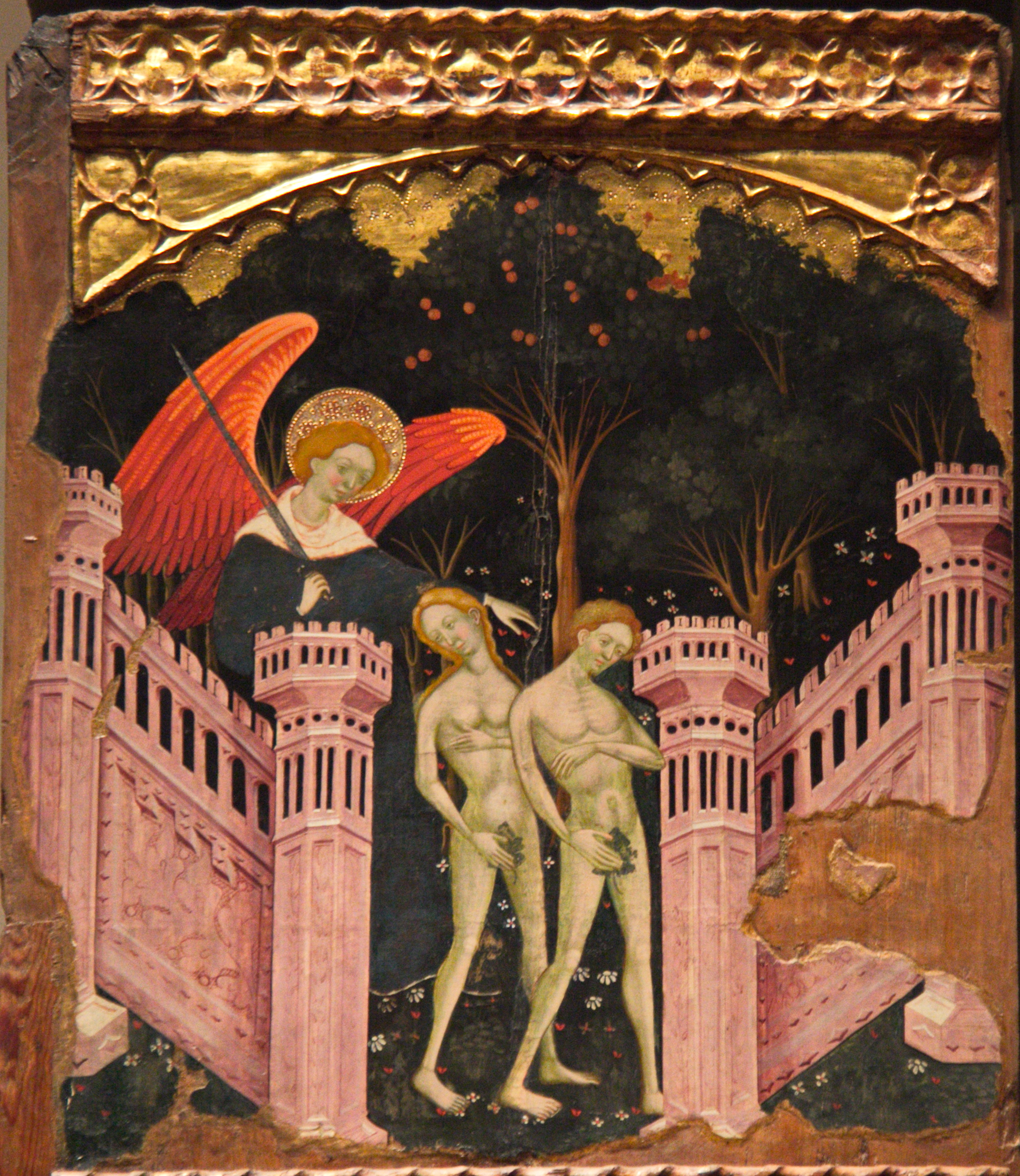
Expulsion du paradis. Détail du Retable de Guimera.
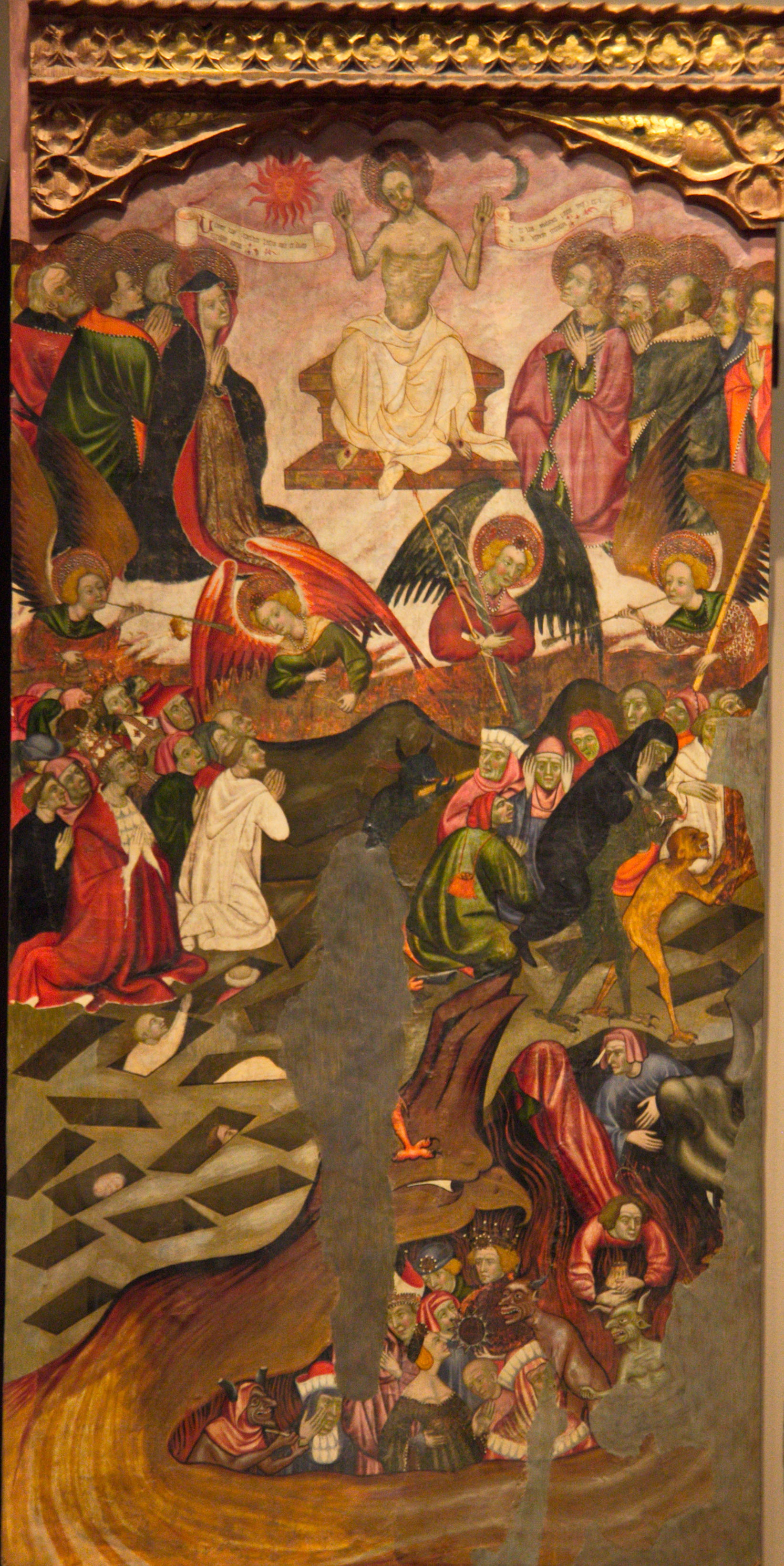
Jugement dernier. Détail du Retable de Guimera.
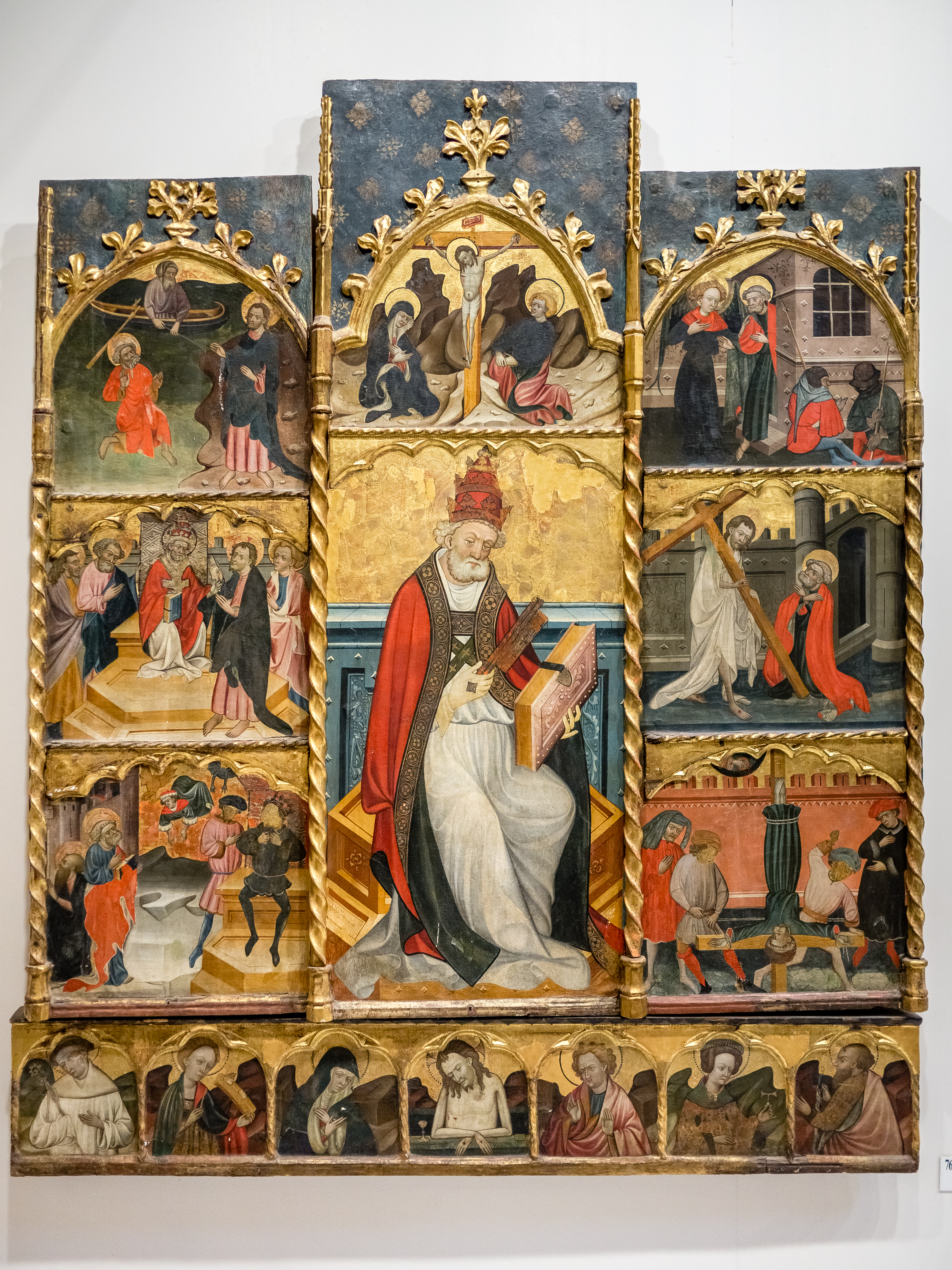
Retable de saint Pierre.